# Церковь Святого Павла (Страсбург)

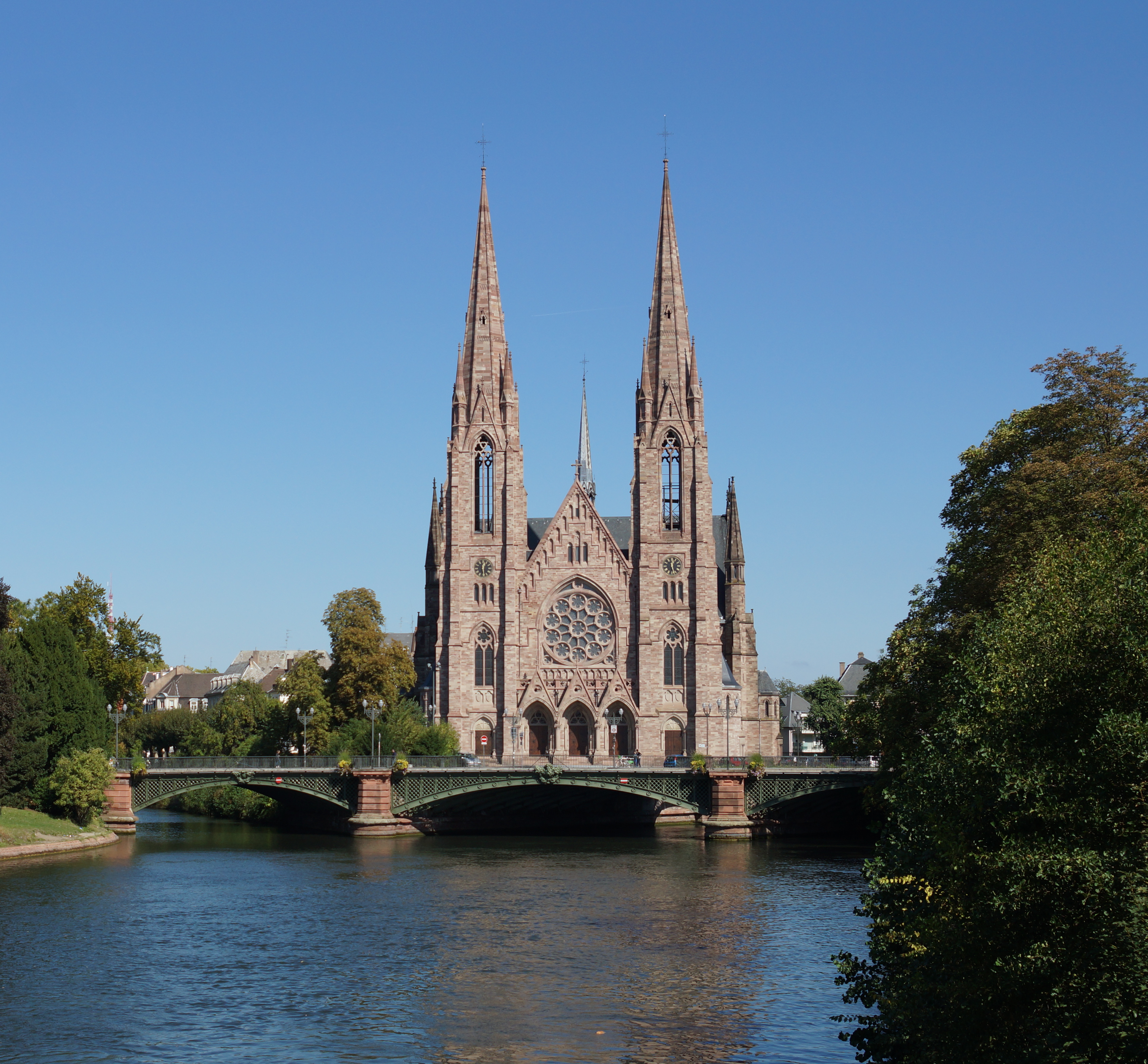
Фасад

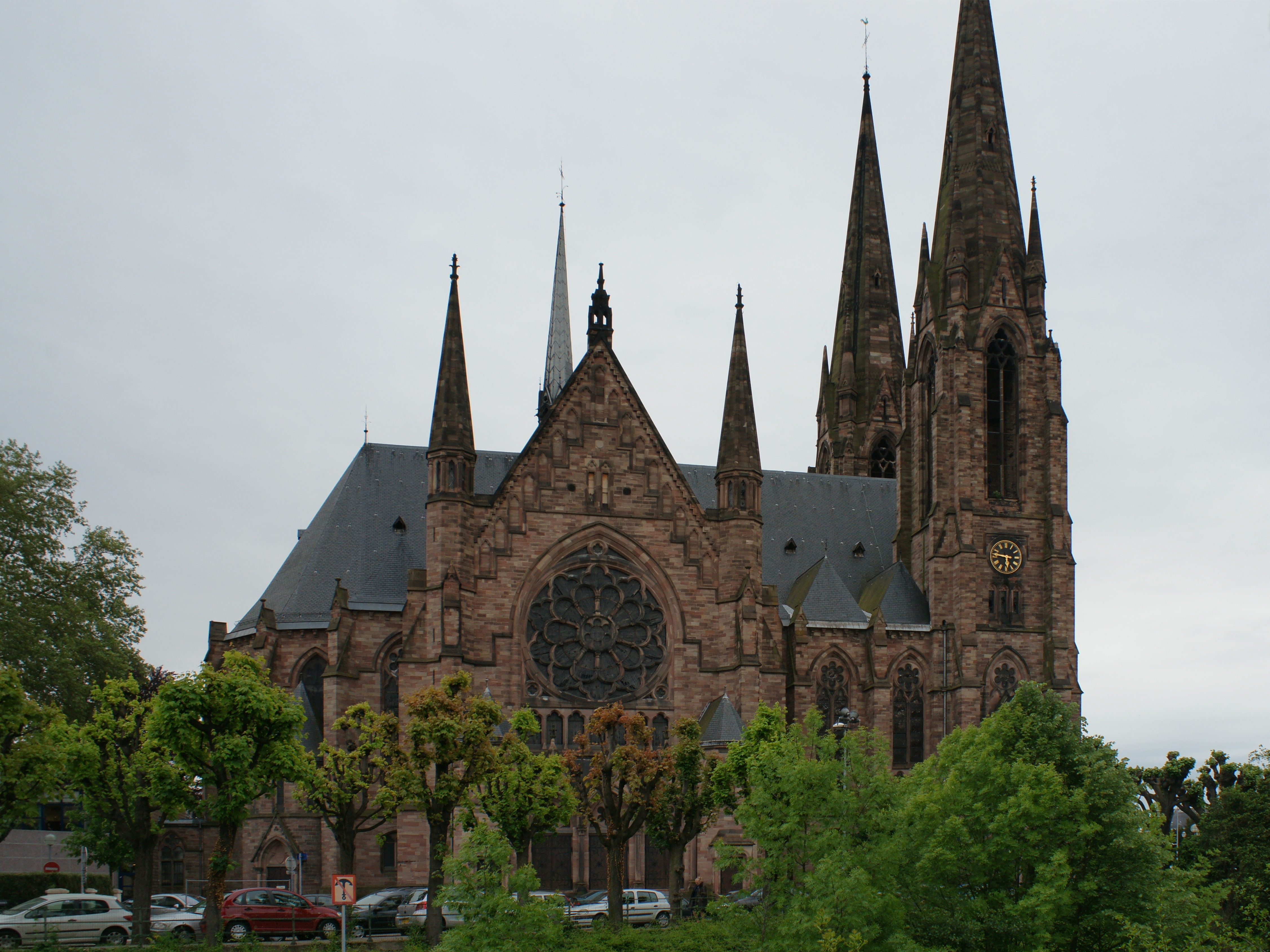
Поперечные нефы с розетками

Церковь Святого Павла (Église Saint-Paul) — неоготический храм в Страсбурге, расположенный вблизи исторического центра города, к востоку от него, на островке Св. Елены (îlot Sainte-Hélène), недалеко от трамвайной остановки Gallia.
Строительство церкви велось с 1892 по 1897 годы архитектором Луи Мюллером (1842—1898). Первоначально здесь находилась протестантская церковь немецкого военного гарнизона. Фасад церкви с двумя башнями высотой 76 м напоминает по стилю собор Святой Елизаветы в Марбурге. В 1919 году, с возвращением Эльзаса Франции, здание было передано приходской церкви реформаторской общины Эльзас-Лотарингии. В 1944 году церковь была повреждена английскими и американскими бомбардировками. В мае 2009 года начались реставрационные работы фасада южной башни.
Достопримечательностью храма является орган, выполненный в мастерской Эберхарда Фридриха Валькера.

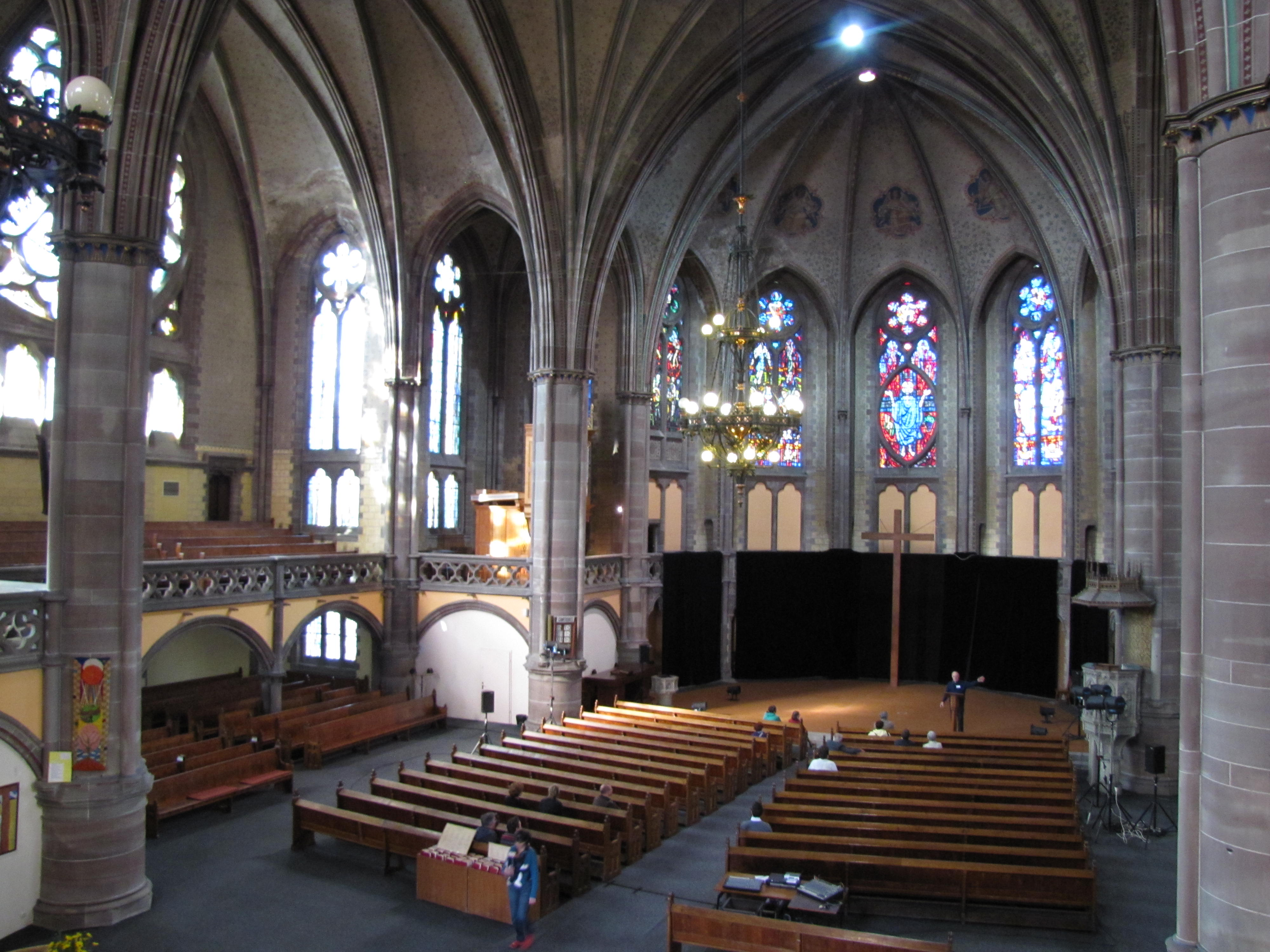
Интерьер
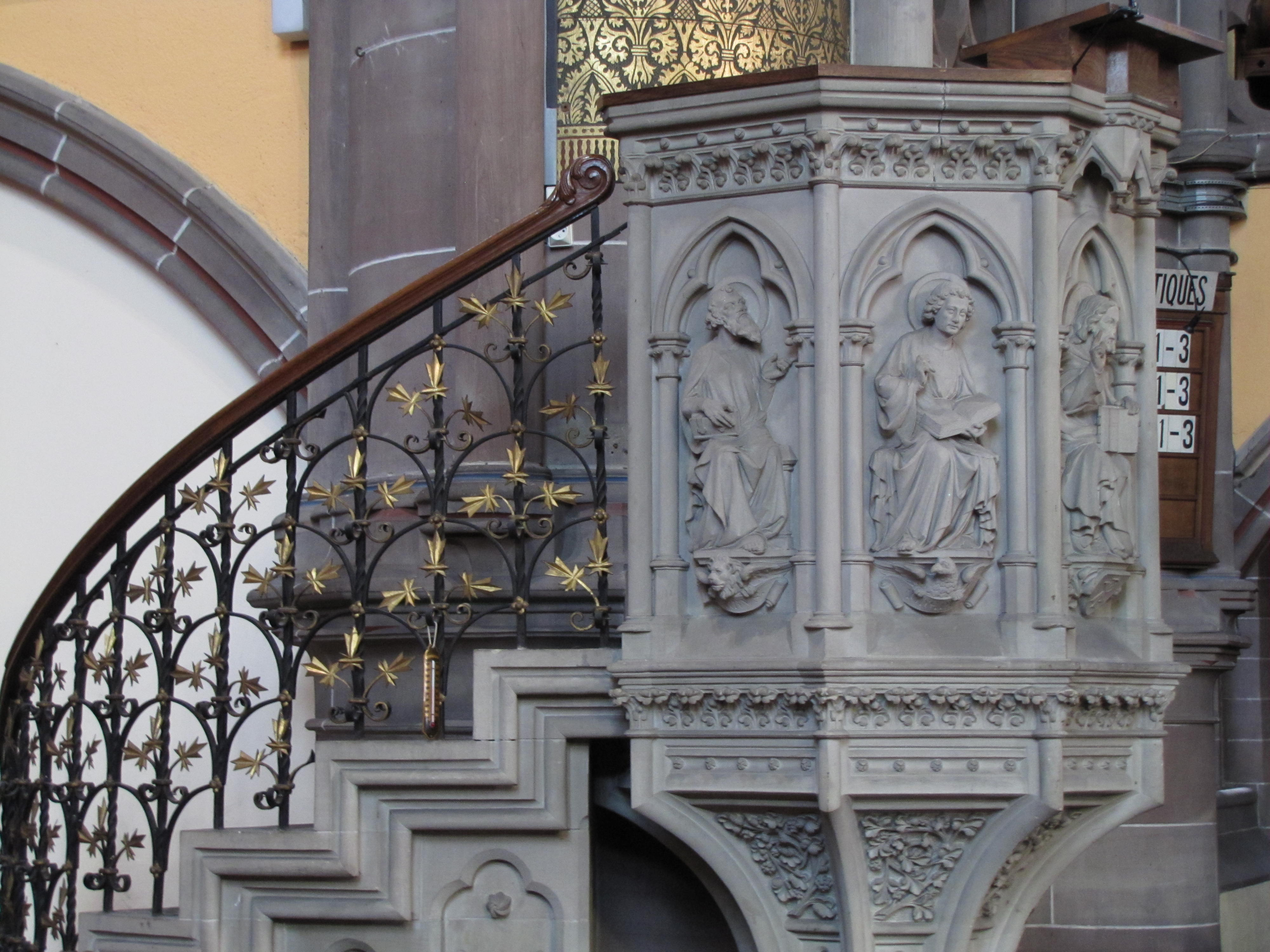
Кафедра
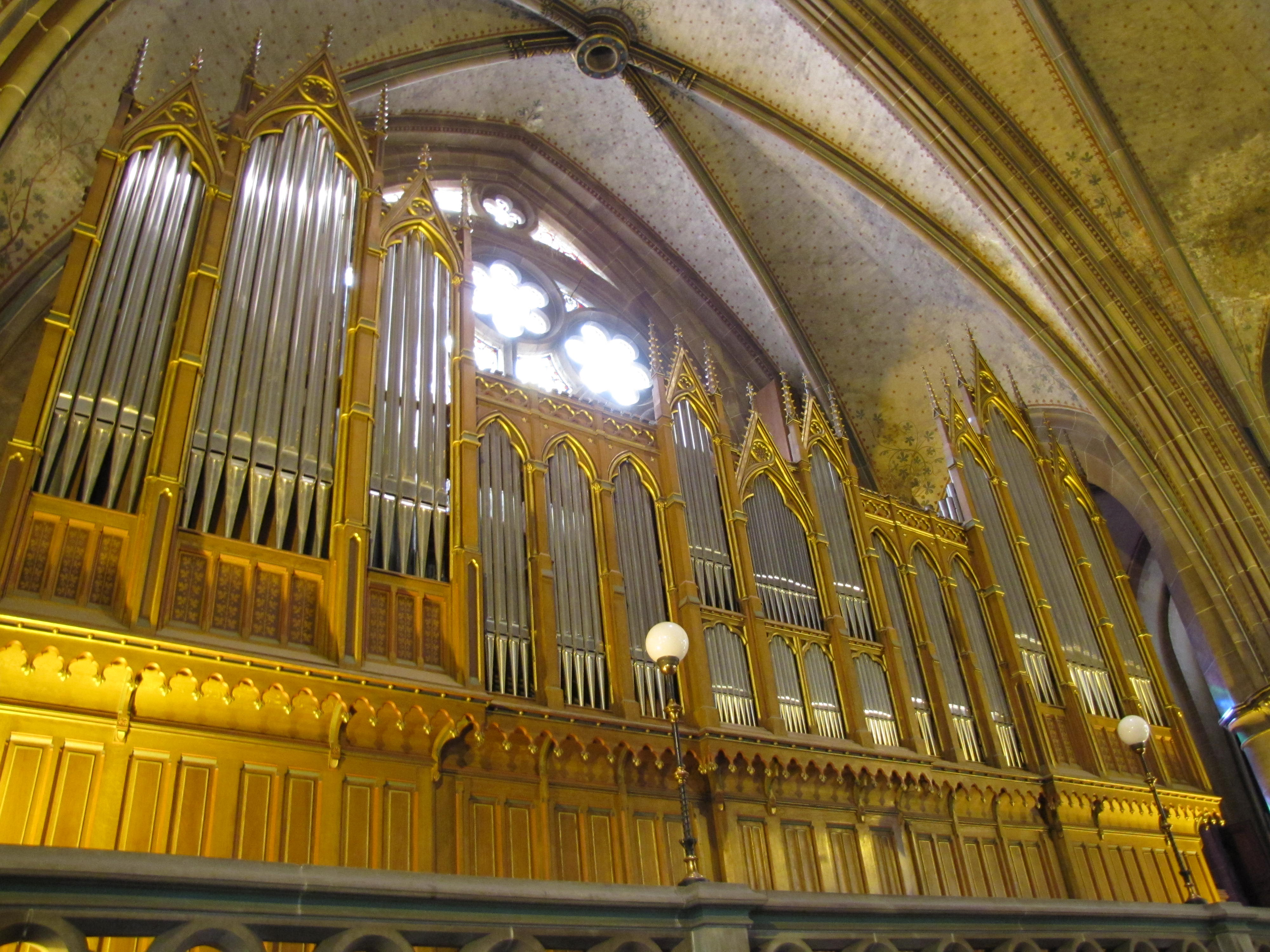
Орган Валькера
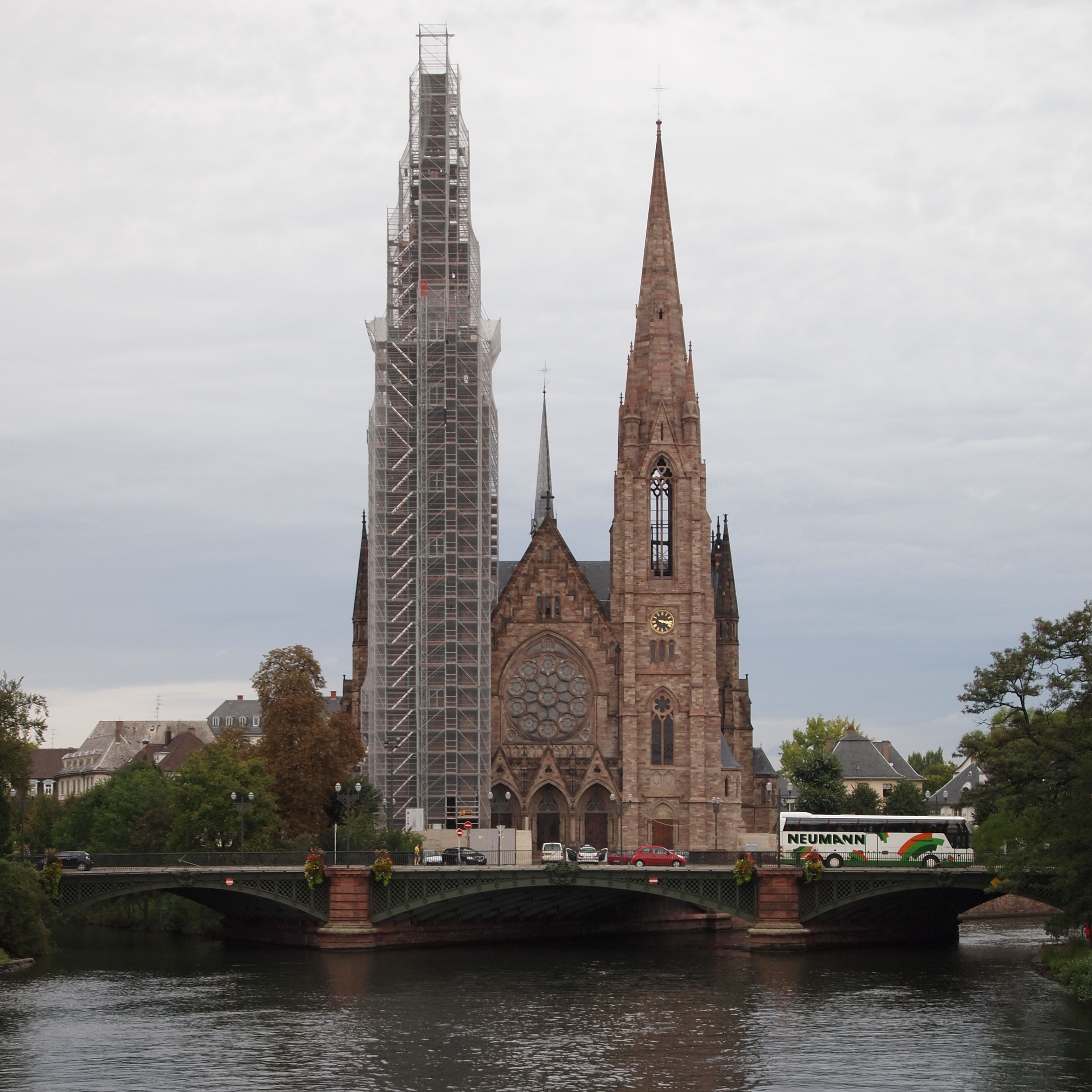
Ремонт 2011 г.